# SN 2003ji
SN 2003ji – supernowa typu Ia odkryta 20 października 2003 roku w galaktyce A020754-0328. W momencie odkrycia miała maksymalną jasność 20,90m.